# Agostino Cennini
Agostino Cennini (Siena, ... – Praga, 1420) è stato un religioso italiano.
Priore del convento servita di Siena, fu inviato come predicatore apostolico a Praga, dove fu ucciso dagli ussiti insieme con altri sessantatré confratelli; il suo culto come beato è stato confermato da papa Benedetto XV nel 1918.
Per le incertezze di carattere storico circa la vicenda dei sessantaquattro martiri di Praga, il decreto di conferma del culto non fu mai pubblicato.

## Storia
Nel 1420, mentre si trovavano riuniti nel convento servita di Praga sessantaquattro frati per un incontro capitolare, l'edificio sacro fu circondato e dato alle fiamme dagli ussiti e tutti i religiosi persero la vita nell'incendio mentre intonavano il Te Deum. Tra essi, quattro frati provenienti da Siena: Agostino Cennini (capofila del gruppo), Bartolomeo Donati, Lorenzo Nerucci e Giovanni Battista Petrucci, inviati da papa Martino V in quelle terre come predicatori apostolici. Secondo la tradizione, sessantaquattro globi infuocati si levarono in alto e formarono una sorta di corona di stelle, che presto si dissolse.
L'autenticità di questo racconto è messa in dubbio dagli stessi studiosi serviti (l'annalista dell'ordine Giuseppe Maria Albarelli) e dagli esperti boemi di storia ecclesiastica (mons. Frantisek Stejskal, professore a Praga).
Nel 1632 padre Filippo Montebuoni Bondelmonti trascrisse nelle sue Memorie del monastero di Santa Maria dei Servi a Siena alcuni documenti degli inizi del Quattrocento che proverebbero la storicità dell'episodio: un atto capitolare del 6 aprile 1420 in cui il priore Agostino Cennini nomina un vicario prima di partire per la Germania insieme con tre confratelli; una lettera del 30 novembre 1420 in cui un tale frate Gerardo, del convento di Stolberg, informa i frati senesi della morte dei loro soci e un atto notarile del 17 febbraio 1441 che testimonia, tra l'altro, la ricostruzione promossa nel 1436 dall'imperatore Sigismondo del convento servita incendiato dagli ussiti. Questi documenti, di cui comunque non si posseggono gli originali, furono ritenuti spuri dallo storico Vaclav Tomek e dal cardinale von Schwarzenberg, arcivescovo di Praga.
Pare che nel 1732, in occasione di alcuni lavori di restauro presso l'altare maggiore della chiesa servita della Santissima Annunziata in Praga, fossero state ritrovate ossa bruciate e teschi disposte ordinatamente sotto l'altare: quei resti furono ritenuti le reliquie dei sessantaquattro martiri e i frati iniziarono a celebrare messa in loro onore. Nel 1786 la chiesa fu ridotta a usi civili e nel 1843 l'arcivescovo Alois Josef Schrenk scrisse al priore provinciale dei serviti del Tirolo, Paolo Maria Pehem, di aver fatto effettuare scavi sotto l'altare maggiore dell'ex chiesa, ma di non aver rinvenuto i crani.

## Il culto
La più antica raffigurazione della scena del martirio era dipinta su una parete del campanile del convento di Praga, ma a metà Seicento, a causa di alcuni lavori di restauro alla torre campanaria, l'immagine fu distrutta; ne fu riprodotta una copia su una pala collocata nel coro della chiesa che fu poi trasferita nel vicino ospedale delle suore elisabettine. A questa immagine si ispirano tutte le raffigurazioni successive.
Già nel 1693 il priore generale dei serviti, Gianfrancesco Poggi, trovandosi a Praga, ordinò di condurre ricerche storiche sul martirio dei sessantaquattro serviti al fine di chiederne l'approvazione del culto ab immemorabili. In seguito a un voto espresso dal capitolo generale dell'ordine del 1888, i serviti presentarono una formale richiesta al cardinale Schönborn, arcivescovo di Praga, per l'avvio del processo diocesano, ma il presule declinò l'invito e invitò i frati a rivolgersi direttamente al pontefice.
Il processo apostolico si aprì il 22 agosto 1895 con l'autorizzazione di papa Leone XIII e il 25 giugno 1918 la congregazione dei Riti si pronunciò a favore dell'approvazione del culto. La sentenza fu confermata da papa Benedetto XV il giorno seguente e una copia del decreto fu inviata a Praga all'arcivescovo Pavel Huyn.
La curia arcivescovile, però, si oppose alla pubblicazione del decreto per le incertezze di carattere storico sulla vicenda e perché si riteneva che questo avrebbe esposto la Chiesa locale alla derisione dei suoi avversari. La promulgazione ufficiale della sentenza fu sospesa: sentito il parere dell'agiografo benedettino Henry Quentin, incaricato di riesaminare la documentazione, papa Pio XI ordinò la sospensione della causa, che non fu più ripresa.